# Omega (band)
Omega är ett rockband från Ungern som bildades år 1962. Deras nuvarande medlemmar har varit desamma sedan 1971.

## Diskografi

### Studioalbum
Ungerskspråkiga album
- Trombitás Frédi és a rettenetes emberek (1968)
- 10 000 lépés (1969)
- Éjszakai országút (1970)
- 200 évvel az utolsó háború után (1998)
- Omega 5 (1973)
- Omega 6: Nem tudom a neved (1975)
- Omega 7: Időrabló (1977)
- Omega 8: Csillagok útján (1978)
- Gammapolis (1979)
- Omega X: Az arc (1981)
- Omega XI (1982)
- Omega 12: A föld árnyékos oldalán (1986)
- Omega XIII: Babylon (1987)
- Trans And Dance (1995)
- Omega XV: Egy életre szól (1998)
- Omega XVI: Égi jel: Omega (2006)
- Omega Rhapsody (2010)
- 55 - Volt Egyszer Egy Vadkelet (2017)

Engelskspråkiga album
- Omega Red Star From Hungary (1968)
- Omega (1973)
- 200 Years After The Last War (1974)
- Omega III (1974)
- The Hall Of Floaters In The Sky (1975)
- Time Robber (1976)
- Skyrover (1978)
- Gammapolis (1979)
- Working (1981)
- Transcendent (1996)

Tyskspråkiga album
- Das Deutsche Album (1973)

### Livealbum
- Élő Omega (1972))
- Élő Omega Kisstadion 79 (1979)
- Live At The Kisstadion 79 (1979)
- Kisstadion '80 (1981)
- Jubileumi Koncert (1983)
- Népstadion 1994 Omegakoncert No. 1: Vizesblokk (1994)
- Népstadion 1994 Omegakoncert No. 2: Szárazblokk (1994)
- Az Omega összes koncertfelvétele 1. (1995)
- Az Omega összes koncertfelvétele 2. (1995)
- Népstadion 1999 (1999)
- Napot hoztam, csillagot (2004)
- Greatest Performances (2012)

### Samlingsalbum
- The Beaty Sixties (Trimedio Music, 2015)
- The Spacey Seventies (Trimedio Music, 2015)
- The Progressive Eighties (Trimedio Music, 2015)
- The Heavy Nineties (Trimedio Music, 2015)
- LP Anthology (Hungaroton, 2016)